# Botniabanan
Botniabanan – szybka linia kolejowa o długości 185 km w północnej Szwecji łącząca Angermanalven na północ od Kramfors z Umeå przez Örnsköldsvik. Przystosowana jest do prędkości 250 km/h, co czyni ją najszybszą linią kolejową w kraju.
Prace budowlane rozpoczęły się w sierpniu 1999 roku, a inauguracja odbyła się 28 sierpnia 2010 (jednak od 2008 na linii odbywał się ruch towarowy na trasie Örnsköldsvik – Husum). Aby przeprowadzić linię, wybudowano 143 mosty oraz 16 tuneli o łącznej długości 25 km (najdłuższy z nich to Namntalltunneln o długości 6000 m pomiędzy Nyland a Bjästa). Budowa zrealizowana została przez Botniabanan AB, spółkę należącą w 91% do państwa szwedzkiego, a w 9% do regionalnych władz Kramfors, Örnsköldsvik, Nordmaling i Umeå. Koszt przedsięwzięcia wyniósł około 15 mld SEK.
Botniabanan ma konkurować z transportem drogowym przy trasie E4, która jest obecnie główną drogą przenoszącą ruch towarowy.
Ruch pasażerski odbywał się początkowo tylko na odcinku Umeå – Örnsköldsvik. Po zakończeniu modernizacji Ådalsbanan, w lipcu 2012, ruch rozpoczął się również na południe od Örnsköldsvik. Linią kursują pociągi regionalne Norrtåg w relacji Umeå–Örnsköldsvik–Sundsvall oraz Umeå–Örnsköldsvik, jak również pociągi dalekobieżne SJ w relacji Umeå–Sundsvall–Sztokholm oraz Vy na trasie Narwik/Luleå–Sztokholm.